# سفپودوکسیم
سفپودوکسیم(به انگلیسی: Cefpodoxime) یک آنتی بیوتیک سفالوسپورینی نسل سوم خوراکی است. در برابر بیشتر ارگانیسم‌های گرم مثبت و گرم منفی فعال است. البته برخی استثناهایی نیز وجود دارد که شامل سودوموناس آئروژینوزا، انتروکوک و باکتروئیدس فراژیلیس است. معمولاً برای درمان عفونت گوش میانی حاد، فارنژیت، سینوزیت و سوزاک استفاده می‌شود. همچنین هنگامی که سفالوسپورین‌های داخل وریدی (مانند سفتریاکسون) دیگر برای ادامه درمان لازم نیست، استفاده از آن به عنوان درمان مداوم خوراکی کاربرد دارد. 
سفپودوکسیم سنتز دیواره سلولی باکتری را مهار می‌کند. این دارو به خوبی دارای فارماکوکینتیک با جذب ۵۰٪ است. این موضوع در ذات‌الریه، عفونت‌های بدون عارضه پوست و بافت نرم و عفونت‌های بدون عارضه مجاری ادراری نشان داده شده‌است. 
این دارو در سال ۱۹۸۰ ثبت اختراع شد و در سال ۱۹۸۹ برای مصارف پزشکی تایید شد.